# Alessandro Calcaterra
Alessandro Calcaterra (Civitavecchia, 26 de mayo de 1975) es un deportista italiano, en la disciplina de waterpolo.

## Biografía
Ha sido internacional con la selección italiana de waterpolo en numerosas ocasiones.
Sus entretenimientos son la pesca y el snowboard.

## Clubes
- Civitavecchia ( Italia)
- Chiavari Nuoto ( Italia)
- Pro Recco ( Italia)

## Palmarés
Nacional:
- 5 veces campeón del Scudetto

Internacional:
- Medalla de Bronce en la olimpiada de Atlanta 1996
- Medalla de plata en el Campeonato Mundial de Barcelona 2003
- 4.º en el campeonato Mundial de Fukuoka 2001
- Medalla de oro en el campeonato europeo de Viena 1995
- Medalla de bronce en el campeonato europeo de Florencia 1999
- Medalla de plata en el campeonato europeo de Budapest 2001
- 9.º en el campeonato europeo de Krani 2003
- Medalla de plata en la FINA world Cup Atlanta 1995
- Medalla de plata en la FINA world Cup Sydney 1999
- 4.º en la FINA world Cup Belgrado 2002